# Disocactus nelsonii
Disocactus nelsonii (Britton & Rose) Linding. – gatunek rośliny z rodziny kaktusowatych (Cactaceae Juss). Występuje naturalnie w Hondurasie, Gwatemali oraz meksykańskich stanach Guerrero i Chiapas. Uważa się, że rośnie także w Oaxaca, jednak jego występowanie w tym meksykańskim stanie musi zostać zweryfikowane. 

## Morfologia
PokrójKrzewiasty kaktus, epifit. Dorasta do 1,2 m wysokości.
ŁodygaPędy są spłaszczone, dorastają do 30–40 cm długości, są karbowane na brzegach. Areole są owłosione, pozbawione kolców.
KwiatySą pojedyncze, rozwijają się w kątach pędów. Okwiat ma dzwonkowaty kształt i mierzy 7–8 cm średnicy. Jego listki mają fioletową barwę.

## Biologia i ekologia
Rośnie w wilgotnych górskich lasach. Występuje na wysokości od 1000 do 2300 m n.p.m.

## Ochrona
W Czerwonej księdze gatunków zagrożonych został zaliczony do kategorii LC – gatunków najmniejszej troski. Został przypisany do tej kategorii, ponieważ ma szeroki zakres występowania i jest relatywnie często spotykany. Ponadto nie występują poważne zagrożenia dla tego gatunku. Jest prawnie chroniony w Gwatemali, gdzie jest zawarty w krajowej liście gatunków zagrożonych.